# Cálculo fraccional de conjuntos
O Cálculo Fraccional de Conjuntos (Fractional Calculus of Sets (FCS)), mencionado pela primeira vez no artigo intitulado "Sets of Fractional Operators and Numerical Estimation of the Order of Convergence of a Family of Fractional Fixed-Point Methods", é uma metodologia derivada do Cálculo Fraccional. O conceito principal por trás do FCS é a caracterização dos elementos do cálculo fraccional usando conjuntos devido à grande quantidade de operadores fraccionales disponíveis. Essa metodologia surgiu a partir do desenvolvimento do método de Newton-Raphson Fraccional e trabalhos relacionados subsequentes.

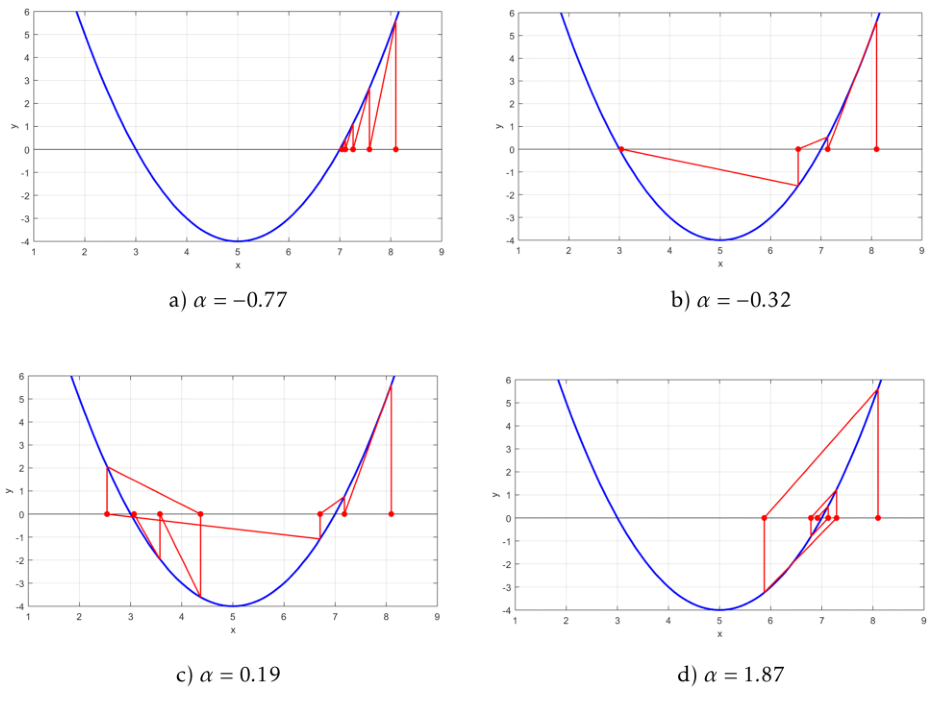
Ilustração de algumas linhas geradas pelo método de Newton–Raphson fraccional para a mesma condição inicial mas com diferentes ordens do operador fracionário implementado. Fonte: [https://www.sciencedirect.com/science/article/abs/pii/S0096300322003058?via%3Dihub Applied Mathematics and Computation

## ConjuntoOx,αn(h){\displaystyle O_{x,\alpha }^{n}(h)}de Operadores Fraccionales
O cálculo fraccional, um ramo da matemática que lida com derivadas de ordem não inteira, surgiu quase simultaneamente com o cálculo tradicional. Esse surgimento foi em parte devido à notação de Leibniz para derivadas de ordem inteira: {\displaystyle {\frac {d^{n}}{dx^{n}}}}. Graças a essa notação, L’Hopital pôde perguntar em uma carta a Leibniz sobre a interpretação de tomar {\displaystyle n={\frac {1}{2}}} em uma derivada. Naquela época, Leibniz não conseguiu fornecer uma interpretação física ou geométrica para essa pergunta, então simplesmente respondeu a L’Hopital em uma carta que "... é uma aparente paradoxo do qual, algum dia, surgirão consequências úteis".
O nome "cálculo fraccional" origina-se de uma pergunta histórica, já que este ramo da análise matemática estuda derivadas e integrais de uma certa ordem {\displaystyle \alpha \in \mathbb {R} }. Atualmente, o cálculo fraccional carece de uma definição unificada do que constitui uma derivada fraccional. Consequentemente, quando não é necessário especificar explicitamente a forma de uma derivada fraccional, tipicamente é denotada da seguinte forma:
Os operadores fraccionales têm várias representações, mas uma de suas propriedades fundamentais é que recuperam os resultados do cálculo tradicional à medida que {\displaystyle \alpha \to n}. Considerando uma função escalar {\displaystyle h:\mathbb {R} ^{m}\to \mathbb {R} } e a base canônica de {\displaystyle \mathbb {R} ^{m}} denotada por {\displaystyle \{{\hat {e}}_{k}\}_{k\geq 1}}, o seguinte operador fraccional de ordem {\displaystyle \alpha } é definido usando a notação de Einstein:
Denotando {\displaystyle \partial _{k}^{n}} como a derivada parcial de ordem {\displaystyle n} com respeito ao componente {\displaystyle k}-ésimo do vetor {\displaystyle x}, define-se o seguinte conjunto de operadores fraccionales:
{\displaystyle O_{x,\alpha }^{n}(h):=\left\{o_{x}^{\alpha }:\exists o_{k}^{\alpha }h(x){\text{ e }}\lim _{\alpha \to n}o_{k}^{\alpha }h(x)=\partial _{k}^{n}h(x)\ \forall k\geq 1\right\},}
cujo complemento é:
{\displaystyle O_{x,\alpha }^{n,c}(h):=\left\{o_{x}^{\alpha }:\exists o_{k}^{\alpha }h(x)\ \forall k\geq 1{\text{ e }}\lim _{\alpha \to n}o_{k}^{\alpha }h(x)\neq \partial _{k}^{n}h(x){\text{ para pelo menos um }}k\geq 1\right\}.}
Como consequência, define-se o seguinte conjunto:

### Extensão para Funções Vetoriais
Para uma função {\displaystyle h:\Omega \subset \mathbb {R} ^{m}\to \mathbb {R} ^{m}}, o conjunto é definido como:
onde {\displaystyle [h]_{k}:\Omega \subset \mathbb {R} ^{m}\to \mathbb {R} } denota o {\displaystyle k}-ésimo componente da função {\displaystyle h}.

## ConjuntomMOx,α∞,u(h){\displaystyle {}_{m}MO_{x,\alpha }^{\infty ,u}(h)}de Operadores Fraccionales
O conjunto de operadores fraccionales considerando ordens infinitas é definido como:
onde sob o produto de Hadamard  clássico temos que:

### Operadores Matriciais Fraccionales
Para cada operador {\displaystyle o_{x}^{\alpha }}, o operador matricial fraccional é definido como:
e para cada operador {\displaystyle o_{x}^{\alpha }\in {}_{m}MO_{x,\alpha }^{\infty ,u}(h)}, pode-se definir a seguinte matriz, correspondente a uma generalização da matriz Jacobiana:
onde {\displaystyle A_{\alpha }(h):=\left([A_{\alpha }(h)]_{jk}\right)=\left([h]_{k}\right)}.

## Produto de Hadamard Modificado
Considerando que, em geral, {\displaystyle o_{x}^{p\alpha }\circ o_{x}^{q\alpha }\neq o_{x}^{(p+q)\alpha }}, define-se o seguinte produto de Hadamard modificado:
{\displaystyle o_{i,x}^{p\alpha }\circ o_{j,x}^{q\alpha }:=\left\{{\begin{array}{cl}o_{i,x}^{p\alpha }\circ o_{j,x}^{q\alpha },&{\text{se }}i\neq j\ ({\text{produto de Hadamard tipo horizontal}})\\o_{i,x}^{(p+q)\alpha },&{\text{se }}i=j\ ({\text{produto de Hadamard tipo vertical}})\end{array}}\right.,}
com o qual se obtém o seguinte teorema:

### Teorema: Grupo Abeliano de Operadores Matriciais Fraccionales
Seja {\displaystyle o_{x}^{\alpha }} um operador fraccional tal que {\displaystyle o_{x}^{\alpha }\in {}_{m}MO_{x,\alpha }^{\infty ,u}(h)}. Considerando o produto de Hadamard modificado, define-se o seguinte conjunto de operadores matriciais fraccionales:
{\displaystyle {\begin{array}{c}{}_{m}G(A_{\alpha }(o_{x}^{\alpha })):=\left\{A_{\alpha }^{\circ r}=A_{\alpha }(o_{x}^{r\alpha }):r\in \mathbb {Z} \ {\text{ e }}\ A_{\alpha }^{\circ r}=\left([A_{\alpha }^{\circ r}]_{jk}\right):=\left(o_{k}^{r\alpha }\right)\right\},\end{array}}\quad (1)}
que corresponde ao grupo Abeliano  gerado pelo operador {\displaystyle A_{\alpha }(o_{x}^{\alpha })}.

#### Demonstração
Dado que o conjunto na equação (1) é definido aplicando apenas o produto de Hadamard tipo vertical entre seus elementos, para todos {\displaystyle A_{\alpha }^{\circ p},A_{\alpha }^{\circ q}\in {}_{m}G(A_{\alpha }(o_{x}^{\alpha }))} tem-se que:
{\displaystyle A_{\alpha }^{\circ p}\circ A_{\alpha }^{\circ q}=\left([A_{\alpha }^{\circ p}]_{jk}\right)\circ \left([A_{\alpha }^{\circ q}]_{jk}\right)=\left(o_{k}^{(p+q)\alpha }\right)=\left([A_{\alpha }^{\circ (p+q)}]_{jk}\right)=A_{\alpha }^{\circ (p+q)},}
com o qual é possível demonstrar que o conjunto (1) satisfaz as seguintes propriedades de um grupo Abeliano:
{\displaystyle \left\{{\begin{array}{l}\forall A_{\alpha }^{\circ p},A_{\alpha }^{\circ q},A_{\alpha }^{\circ r}\in {}_{m}G(A_{\alpha }(o_{x}^{\alpha })),\ \left(A_{\alpha }^{\circ p}\circ A_{\alpha }^{\circ q}\right)\circ A_{\alpha }^{\circ r}=A_{\alpha }^{\circ p}\circ \left(A_{\alpha }^{\circ q}\circ A_{\alpha }^{\circ r}\right)\\\exists A_{\alpha }^{\circ 0}\in {}_{m}G(A_{\alpha }(o_{x}^{\alpha }))\ {\text{tal que}}\ \forall A_{\alpha }^{\circ p}\in {}_{m}G(A_{\alpha }(o_{x}^{\alpha })),\ A_{\alpha }^{\circ 0}\circ A_{\alpha }^{\circ p}=A_{\alpha }^{\circ p}\\\forall A_{\alpha }^{\circ p}\in {}_{m}G(A_{\alpha }(o_{x}^{\alpha })),\ \exists A_{\alpha }^{\circ -p}\in {}_{m}G(A_{\alpha }(o_{x}^{\alpha }))\ {\text{tal que}}\ A_{\alpha }^{\circ p}\circ A_{\alpha }^{\circ -p}=A_{\alpha }^{\circ 0}\\\forall A_{\alpha }^{\circ p},A_{\alpha }^{\circ q}\in {}_{m}G(A_{\alpha }(o_{x}^{\alpha })),\ A_{\alpha }^{\circ p}\circ A_{\alpha }^{\circ q}=A_{\alpha }^{\circ q}\circ A_{\alpha }^{\circ p}\end{array}}\right..}

## ConjuntomSx,αn,γ(h){\displaystyle {}_{m}S_{x,\alpha }^{n,\gamma }(h)}de Operadores Fraccionales
Seja {\displaystyle \mathbb {N} _{0}} o conjunto {\displaystyle \mathbb {N} \cup \{0\}}. Se {\displaystyle \gamma \in \mathbb {N} _{0}^{m}} e {\displaystyle x\in \mathbb {R} ^{m}}, então é possível definir a seguinte notação multi-índice:
{\displaystyle \left\{{\begin{array}{c}{\begin{array}{ccc}\displaystyle \gamma !:=\prod _{k=1}^{m}[\gamma ]_{k}!,&|\gamma |:=\displaystyle \sum _{k=1}^{m}[\gamma ]_{k},&\displaystyle x^{\gamma }:=\prod _{k=1}^{m}[x]_{k}^{[\gamma ]_{k}}\end{array}}\\\displaystyle {\frac {\partial ^{\gamma }}{\partial x^{\gamma }}}:={\frac {\partial ^{[\gamma ]_{1}}}{\partial [x]_{1}}}{\frac {\partial ^{[\gamma ]_{2}}}{\partial [x]_{2}}}\cdots {\frac {\partial ^{[\gamma ]_{m}}}{\partial [x]_{m}}}\end{array}}\right..}
Então, considerando uma função {\displaystyle h:\Omega \subset \mathbb {R} ^{m}\to \mathbb {R} } e o operador fraccional:
{\displaystyle s_{x}^{\alpha \gamma }\left(o_{x}^{\alpha }\right):=o_{1}^{\alpha [\gamma ]_{1}}o_{2}^{\alpha [\gamma ]_{2}}\cdots o_{m}^{\alpha [\gamma ]_{m}},}
define-se o seguinte conjunto de operadores fraccionales:
{\displaystyle S_{x,\alpha }^{n,\gamma }(h):=\left\{s_{x}^{\alpha \gamma }=s_{x}^{\alpha \gamma }\left(o_{x}^{\alpha }\right)\ :\ \exists s_{x}^{\alpha \gamma }h(x)\ {\text{com}}\ o_{x}^{\alpha }\in O_{x,\alpha }^{s}(h)\ \forall s\leq n^{2}\ {\text{e}}\ \lim _{\alpha \to k}s_{x}^{\alpha \gamma }h(x)={\frac {\partial ^{k\gamma }}{\partial x^{k\gamma }}}h(x)\ \forall \alpha ,|\gamma |\leq n\right\}.}
De onde se obtêm os seguintes resultados:
{\displaystyle {\text{Se }}s_{x}^{\alpha \gamma }\in S_{x,\alpha }^{n,\gamma }(h)\ \Rightarrow \ \left\{{\begin{array}{l}\displaystyle \lim _{\alpha \to 0}s_{x}^{\alpha \gamma }h(x)=o_{1}^{0}o_{2}^{0}\cdots o_{m}^{0}h(x)=h(x)\\\displaystyle \lim _{\alpha \to 1}s_{x}^{\alpha \gamma }h(x)=o_{1}^{[\gamma ]_{1}}o_{2}^{[\gamma ]_{2}}\cdots o_{m}^{[\gamma ]_{m}}h(x)={\frac {\partial ^{\gamma }}{\partial x^{\gamma }}}h(x)\ \forall |\gamma |\leq n\\\displaystyle \lim _{\alpha \to q}s_{x}^{\alpha \gamma }h(x)=o_{1}^{q[\gamma ]_{1}}o_{2}^{q[\gamma ]_{2}}\cdots o_{m}^{q[\gamma ]_{m}}h(x)={\frac {\partial ^{q\gamma }}{\partial x^{q\gamma }}}h(x)\ \forall q|\gamma |\leq qn\\\displaystyle \lim _{\alpha \to n}s_{x}^{\alpha \gamma }h(x)=o_{1}^{n[\gamma ]_{1}}o_{2}^{n[\gamma ]_{2}}\cdots o_{m}^{n[\gamma ]_{m}}h(x)={\frac {\partial ^{n\gamma }}{\partial x^{n\gamma }}}h(x)\ \forall n|\gamma |\leq n^{2}\end{array}}\right..}
Como consequência, considerando uma função {\displaystyle h:\Omega \subset \mathbb {R} ^{m}\to \mathbb {R} ^{m}}, define-se o seguinte conjunto de operadores fraccionales:
{\displaystyle {}_{m}S_{x,\alpha }^{n,\gamma }(h):=\left\{s_{x}^{\alpha \gamma }\ :\ s_{x}^{\alpha \gamma }\in S_{x,\alpha }^{n,\gamma }\left([h]_{k}\right)\ \forall k\leq m\right\}.}

## ConjuntomTx,α∞,γ(a,h){\displaystyle {}_{m}T_{x,\alpha }^{\infty ,\gamma }(a,h)}de Operadores Fraccionales
Considerando uma função {\displaystyle h:\Omega \subset \mathbb {R} ^{m}\to \mathbb {R} ^{m}} e o seguinte conjunto de operadores fraccionales:
{\displaystyle {}_{m}S_{x,\alpha }^{\infty ,\gamma }(h):=\lim _{n\to \infty }{}_{m}S_{x,\alpha }^{n,\gamma }(h).}
Então, tomando uma bola {\displaystyle B(a;\delta )\subset \Omega }, é possível definir o seguinte conjunto de operadores fraccionales:
{\displaystyle {}_{m}T_{x,\alpha }^{\infty ,\gamma }(a,h):=\left\{t_{x}^{\alpha ,\infty }=t_{x}^{\alpha ,\infty }\left(s_{x}^{\alpha \gamma }\right)\ :\ s_{x}^{\alpha \gamma }\in {}_{m}S_{x,\alpha }^{\infty ,\gamma }(h)\ {\text{e}}\ t_{x}^{\alpha ,\infty }h(x):=\sum _{|\gamma |=0}^{\infty }{\frac {1}{\gamma !}}{\hat {e}}_{j}s_{x}^{\alpha \gamma }[h]_{j}(a)(x-a)^{\gamma }\right\},}
o qual permite generalizar a expansão em série de Taylor de uma função vetorial em notação multi-índice. Como consequência, é possível obter o seguinte resultado:
{\displaystyle {\text{Se }}t_{x}^{\alpha ,\infty }\in {}_{m}T_{x,\alpha }^{\infty ,\gamma }(a,h)\Rightarrow \left\{{\begin{array}{rl}t_{x}^{\alpha ,\infty }h(x)=&\displaystyle {\hat {e}}_{j}[h]_{j}(a)+\sum _{|\gamma |=1}{\frac {1}{\gamma !}}{\hat {e}}_{j}s_{x}^{\alpha \gamma }[h]_{j}(a)(x-a)^{\gamma }+\sum _{|\gamma |=2}^{\infty }{\frac {1}{\gamma !}}{\hat {e}}_{j}s_{x}^{\alpha \gamma }[h]_{j}(a)(x-a)^{\gamma }\\=&\displaystyle h(a)+\sum _{k=1}^{n}{\hat {e}}_{j}o_{k}^{\alpha }[h]_{j}(a)\left[(x-a)\right]_{k}+\sum _{|\gamma |=2}^{\infty }{\frac {1}{\gamma !}}{\hat {e}}_{j}s_{x}^{\alpha \gamma }[h]_{j}(a)(x-a)^{\gamma }\end{array}}\right..}

## Método de Newton-Raphson Fraccional
Seja {\displaystyle f:\Omega \subset \mathbb {R} ^{m}\to \mathbb {R} ^{m}} uma função com um ponto {\displaystyle \xi \in \Omega } tal que {\displaystyle \|f(\xi )\|=0}. Então, para algum {\displaystyle x_{i}\in B(\xi ;\delta )\subset \Omega } e um operador fraccional {\displaystyle t_{x}^{\alpha ,\infty }\in {}_{m}T_{x,\alpha }^{\infty ,\gamma }(x_{i},f)}, é possível definir um tipo de aproximação linear da função {\displaystyle f} ao redor de {\displaystyle x_{i}} da seguinte maneira:
{\displaystyle t_{x}^{\alpha ,\infty }f(x)\approx f(x_{i})+\sum _{k=1}^{m}{\hat {e}}_{j}o_{k}^{\alpha }[f]_{j}(x_{i})\left[(x-x_{i})\right]_{k},}
o que pode ser expresso de forma mais compacta como:
{\displaystyle t_{x}^{\alpha ,\infty }f(x)\approx f(x_{i})+\left(o_{k}^{\alpha }[f]_{j}(x_{i})\right)(x-x_{i}),}
onde {\displaystyle \left(o_{k}^{\alpha }[f]_{j}(x_{i})\right)} denota uma matriz quadrada. Por outro lado, se {\displaystyle x\to \xi } e dado que {\displaystyle \|f(\xi )\|=0}, infere-se o seguinte:
{\displaystyle 0\approx f(x_{i})+\left(o_{k}^{\alpha }[f]_{j}(x_{i})\right)(\xi -x_{i})\quad \Rightarrow \quad \xi \approx x_{i}-\left(o_{k}^{\alpha }[f]_{j}(x_{i})\right)^{-1}f(x_{i}).}
Como consequência, definindo a matriz:
{\displaystyle A_{f,\alpha }(x)=\left([A_{f,\alpha }]_{jk}(x)\right):=\left(o_{k}^{\alpha }[f]_{j}(x)\right)^{-1},}
é possível definir o seguinte método iterativo fraccional:
{\displaystyle x_{i+1}:=\Phi (\alpha ,x_{i})=x_{i}-A_{f,\alpha }(x_{i})f(x_{i}),\quad i=0,1,2,\cdots ,}
que corresponde ao caso mais geral do método de Newton-Raphson fraccional. 

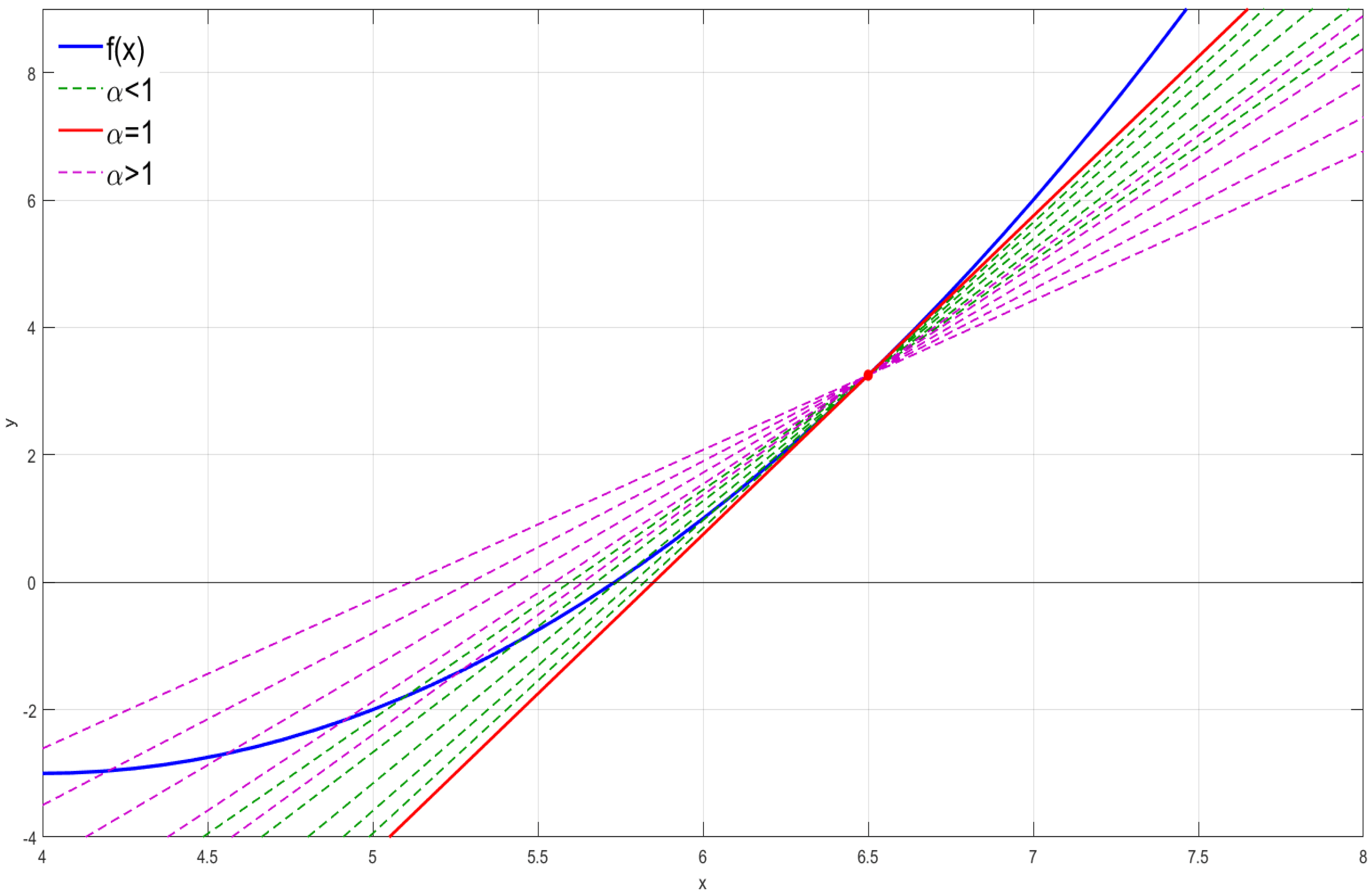
Ilustração de algumas linhas geradas pelo método de Newton–Raphson fraccional para a mesma condição inicial, mas com diferentes ordens do operador fracional implementado. O método de Newton–Raphson fracional geralmente gera linhas que não são tangentes à função cujas raízes estão sendo procuradas, ao contrário do método clássico de Newton–Raphson. Fonte: [https://www.mdpi.com/2504-3110/5/4/240 MDPI

O uso de operadores fraccionales em métodos de ponto fixo tem sido amplamente estudado e citado em várias fontes acadêmicas. Exemplos disso podem ser encontrados em vários artigos publicados em revistas renomadas, como os apresentados em ScienceDirect , , Springer , World Scientific , e MDPI , , , , , , , 
. Estudos também estão incluídos de Taylor & Francis (Tandfonline) 
, Cubo 
, Revista Mexicana de Ciencias Agrícolas , Journal of Research and Creativity , MQR 
, e Актуальные вопросы науки и техники . Estes trabalhos destacam a relevância e aplicabilidade dos operadores fraccionales na solução de problemas.